# Aplochlora subflava
Aplochlora subflava är en fjärilsart som beskrevs av W. Warren 1896. Aplochlora subflava ingår i släktet Aplochlora och familjen mätare. Inga underarter finns listade i Catalogue of Life.